# Most Great Belt
Great Belt Fixed Link (dansko: Storebæltsforbindelsen) je povezava med danskimi otoki Zealand in Funen. Sestavljena je iz treh objektov: cestnega visečega mostu in železniškega predora med Zelandijo in majhnim otokom Sprogø, ki se nahaja sredi Velikega Belta, in mostu iz škatlastih nosilcev za cestni in železniški promet med Sprogø in Funenom. "Most Great Belt" (dansko: Storebæltsbroen) se običajno nanaša na viseči most, čeprav ga lahko uporabimo tudi v pomeni celotne povezave. Viseči most, uradno znan kot East Bridge (vzhodni most), je tretji najdaljši na svetu z glavnim razponom 1,6 km in najdaljši zunaj Azije. Zasnovali so ga v danskem inženirskem podjetju COWI.
Povezava je nadomestila trajekt, ki je bil osnovno sredstvo za prečkanje Velikega Belta. Po več kot petih desetletjih špekulacij in razprav, je padla odločitev za gradnjo povezave leta 1986;  prvotni namen je bil dokončanje železniške povezave tri leta pred odprtjem cestne povezave, vendar je bila povezava za železniški promet odprta v letu 1997 in cestni promet leta 1998. Ocenjeni stroški so bili 21.400.000.000 DKK (cene 1988). Povezava je največji gradbeni projekt v danski zgodovini. 
Obratovanje in vzdrževanje opravlja A / S Storebælt pod Sund & Bælt. Gradnja in vzdrževanje se financirata s cestninami vozil in vlakov.
Povezava je bistveno zmanjšala čas potovanja; že ob približno eni uri s trajektom, lahko Great Belt zdaj prečkamo v približno desetih minutah. Gradnja te povezave in  Øresundskega mostu sta skupaj omogočili vožnjo s celinske Evrope na Švedsko in ostalo Skandinavijo preko Danske. Kolesarjem ni dovoljeno uporabljati mostu, ampak se kolesa lahko prevažajo z vlakom ali avtobusom.

## Zgodovina
Trajekti Great Belt so pričeli voziti med obalnimi mesti Korsor in Nyborg leta 1883, ter povezovali železniško progo na obeh straneh Belta. Leta 1957 se je cestni promet preselil na traso Halsskov-Knudshoved, približno 1,5 km na sever in v bližino fiksne povezave.
Gradbeni osnutki za fiksno povezavo so bili predstavljeni že leta 1850, z več predlogi, ki so se pojavljali v naslednjih desetletjih. Danske državne železnice, ki so odgovorna za trajektne povezave, so predstavile načrte za most leta 1934. Koncept mostov preko Øresunda (152 mio DKK) in Storebælt (257 mio DKK) so izračunali okoli leta 1936.  Leta 1948 je ministrstvo za javna dela (zdaj Ministrstvo za promet) ustanovilo komisijo, ki naj bi preiskala posledice fiksne povezave. 
Prvi zakon o stalni povezavi je bil sprejet leta 1973 , vendar pa je bil projekt zadržan do leta 1978, kot je Venstre (liberalna) stranka, zahtevala preložitev javne porabe. V letu 1986 je bil dosežen politični dogovor, da se ponovno začne delom, pravo gradnjo (dansko: anlægslov) so začeli leta 1987. 
Zasnovo je izdelalo inženirsko podjetje COWI skupaj z Dissing+Weitling architecture practice.
Gradnja povezave se je začela leta 1988
Povezava naj bi po ocenah ustvarila vrednost 379.000.000.000 DKK po 50 letih uporabe. 

## Gradnja
Gradnja fiksne povezave je postal največji gradbeni projekt v zgodovini Danske. Da bi se povezala Halsskov na Zealandu s Knudshoved na Funenu, 18 kilometrov zahodno, so morali zgraditi dvotirno železnico in štiripasovno avtocesto preko majhnega otoka Sprogø sredi Velikega Belta. Projekt so sestavljale tri različne naloge: Vzhodni most za cestni promet, Vzhodni predor za železniški promet in Zahodni most za cestni in železniški promet skupaj. Gradbena dela je izvedlo JV Sundlink, konzorcij Skanska, Hochtief, Højgaard & Schultz (ki je zgradil Zahodni most) in Monberg & Thorsen (ki je zgradil odsek osem kilometrov pod Velikim Beltom). Delo dviganja in polaganja elementov so opravljali z Ballast Nedam plavajočimi žerjavi.

### Vzhodni most
Zgrajen med letoma 1991 in 1998 po ceni 950 milijonov dolarjev je Vzhodni most (Østbroen) viseči most med Halsskovom in Sprogøm. Je 6.790 metrov dolg, s prostim razponom 1624 metrov, zaradi česar je tretji najdaljši viseči most na svetu, presegata ga samo Most Akaši-Kaikjo in Most Xihoumen. Most Akaši-Kaikjo je bil odprt dva meseca prej. Vzhodni most je bil načrtovan, da bo končan pravočasno kot najdaljši most, vendar pa se je gradnja zavlekla. Svetla višina pod voziščem znaša 65 metrov, kar je dovolj za največje potniške ladje. 
254 metrov nad morsko gladino segata dva pilona, kar je najvišja grajena točka na Danskem. Nekateri radijski drogovi, kot je oddajnik Tommerup, so višji.
Da bi ohranili glavne kable napete, je struktura sidrišča na vsaki strani premostitve narejena pod cestnim krovom. Po 15 letih kabli nimajo rje. Bili so načrtovani za 15 million DKK, ampak zaradi korozije kablov na drugih mostovih, je bila sprejeta odločitev, da namesto tega namestijo 70 million DKK  odvlaževalni sistem kablov.  Devetnajst betonskih stebrov (12 na strani Zealanda, sedem na Sprogø), so 193 m  narazen, nosijo voziščno konstrukcijo zunaj razpona.

### Zahodni most
Zahodni most  (Vestbroen) je most z nosilno konstrukcijo v obliki škatlastih nosilcev  med otokom Sprogø in Knudshovedom. Dolg je 6.611 metrov in ima svetlo višino za ladje 18 metrov. Gre pravzaprav za dva ločena, sosednja mostova. Severni nosi železniški promet in južni cestnega. Stebri obeh mostov počivajo na skupnih temeljih pod morsko gladino. Njegova cestna / železniška voziščna konstrukcija obsega 63 razpetin, ki jih podpira 62 stebrov. Zahodni most je bil zgrajen med letoma 1988 in 1994. 

### Vzhodni predor
Dvocevni Vzhodni predor (Østtunnelen) ima vsako cev dolgo 8024 m. Povezana sta z 31 povezovalnimi predori na razdalji 250 metrov. Oprema, ki je potrebna za obratovanje vlakov je nameščena v povezovalnih predorih, ki služijo tudi kot zasilna evakuacijska pot.
Pri gradnji predora so bile zamude in prekoračitve stroškov. Predvideno je bilo odprtj v letu 1993, kar bi bilo tri leta prej kot za cestni promet, vendar je začel obratovati za vlake leta 1997 in cestni promet v letu 1998. Med gradnjo na morskem dnuje bila ena od cevi poplavljena. Voda je dosegla konec na Sprogø, kjer se je nadaljeval v (še suhi) drugi predor. Voda poškodovala dva od štirih vrtalnih strojev za predore, ne pa tudi delavcev. Le z dajanjem glinene podloge na morskem dnu je bilo mogoče predore posušiti. Dva poškodovana stroja sta bila popravljena in večina izkopov opravljena s strani Sprogøja. Stroji na strani Zealanda so vrtali skozi težek teren in le počasi napredovali. Velik požar na enem od teh strojev v juniju 1994 je ustavil delo in predora sta bila zaključena z dvema strojema iz Sprogøja.

## Cestnina
In 2014 the vehicle tolls were as follows:[24]
| Vozila                                                                   | Enosmerna       | Povratna | Dnevna migracija                                                      |
| ------------------------------------------------------------------------ | --------------- | -------- | --------------------------------------------------------------------- |
| osebni avto                                                              | 235 DKK (€33)   | različno | Plačan preko elektronske naprave, BroBizz, 5% popusta za zasebno rabo |
| Motor                                                                    | 125 DKK (€18)   | (N/A)    | Solo motocikel. Kombinacije trailer se zaračuna 220 DKK               |
| Avtodom, 6–10 m                                                          | 360 DKK (€50)   | (N/A)    | —                                                                     |
| Avtobus 10–20 m                                                          | 1120 DKK (€156) | (N/A)    | —                                                                     |
| V primerjavi z vlaki, najkrajše možno prečkanje Belta (Nyborg - Korsør): |                 |          |                                                                       |

## Okoljski učinki
Okoljska vprašanja so bila sestavni del projekta in so bila odločilnega pomena za izbiro trase in določitev modela. Okoljski vidiki so bili razlog, zakaj je bil Great Belt A / S vzpostavljen program spremljanja okolja v letu 1988 in začel sodelovanje z organi in zunanjimi svetovalci o opredelitvi okoljskih vidikov v času gradbenih del in strokovnih zahtev za program monitoringa. Rezultat sodelovanja je bilo poročilo, objavljeno na začetku leta 1997 o stanju okolja v Velikem Beltu. Ugotovitev poročila je bila, da je morsko okolje vsaj tako dobro kot pred začetkom gradbenih del.
Kar zadeva vode, mora biti povezava v skladu s tako imenovano ničelno toleranco. To je bilo doseženo s poglabljanjem dela Velikega Belta, tako da je bil povečan prerez pretoka vode. Ta izkopavanja so kompenzirala učinek blokiranja zaradi stebrov mostu in dovoznih ramp. Ugotovitev poročila je, da so vodni tokovi zdaj skoraj na nivoju kot so bili, preden je bil zgrajen most.
Stalna povezava je ustvarila povečan obseg cestnega prometa, kar je pomenilo večjo onesnaženost zraka. Vendar pa je prišlo do pomembnih prihrankov pri porabi energije s prehodom s trajektov na fiksno povezavo. Železnica in trajekti porabijo veliko energije za pogon, trajekti visokih hitrosti porabijo velike količine energije pri visokih hitrostih, tudi zračni promet je močno energetsko potraten. Domači letalski promet čez Veliki Belt se je močno zmanjšal po odprtju mostu, pri čemer nekdanji letalski potniki zdaj uporabljajo vlake in osebne avtomobile.
Večja poraba energije s trajekti, za razliko od fiksne povezave je najbolj jasno razvidna iz primerjave kratke vozne razdalje iz območij tik vzhodno ali zahodno od povezave. Za daljše vozne razdalje je razlika v porabi energije manjša, vendar vsak prevoz znotraj Danske čez povezavo kaže zelo jasne energetske prihranke.
V letu 2009 so postavili v morju sedem velikih vetrnih turbin severno od Sprogøja, ki bodo prispevale k električni oskrbi Great Belt Link. Njihova višina je približno na enaki ravni kot  cestno vozišče visečega mostu. 

## Nesreče
Med gradnjo so poročali o 479 nezgodah pri delu, od tega 53 s hudimi telesnimi poškodbami ali smrt. Najmanj sedem delavcev je umrlo zaradi nesreč, povezanih z delom. 
V Zahodni most je udaril pomorski promet dvakrat medtem ko je bila povezava še v gradnji. 14. septembra 1993 je trajekt M / F Romsø v slabem vremenu udaril v most. 3. marca 2005 je 3500 tonska tovorna ladja MV Karen Danielsen strmoglavila v Zahodni most 800 metrov od Funena. Ves promet čez most je bil ustavljen, kar je pomenilo razdelitev Danske na dva dela. Most je bil ponovno odprt po nekaj urah, ko so tovorno ladjo odstranili in inšpektorji niso našli nobene strukturne poškodbe na mostu. 
Vzhodni most doslej ni bil prizadet, čeprav je bil 16. maja 2001 most zaprt za 10 minut ko se je kamboška 27.000-tonska ladja za razsuti tovor Bella' naslonila na eno od sidrnih struktur. Ladja se je odbila zaradi hitrega odziva mornarice. 
Dne 5. junija 2006 je vozilo za vzdrževanje zagorelo v železniškem predoru v vzhodni cevi. Nihče ni bil poškodovan; njegova posadka treh se je rešila v drugo cev in pobegnila. Ogenj so pogasili v dobrih dveh urah in vozilo odstranili iz predora naslednji dan. Vlak je ponovno vozil 6. junija z zmanjšano hitrostjo, normalno stanje je bilo obnovljeno 12. junija.

## Galerija
- Vzhodni most od spodaj.
- Pogled od spodaj -Vzhodni most iz Korsørja.
- Vzhodni most iz pilona.
- Zahodni most v jasnem dnevu.
- Dva pilona od blizu.
- Allure of the Seas vozi pod Vzhodnim mostom
- Vzhodni most v sončnem zahodu.
- Vzhodni most ponoči.